# Хелвесик
Хелвесик (њем. Helvesiek) општина је у њемачкој савезној држави Доња Саксонија. Једно је од 57 општинских средишта округа Ротенбург (Виме). Према процјени из 2010. у општини је живјело 810 становника. Посједује регионалну шифру (AGS) 3357023.

## Географски и демографски подаци
Хелвесик се налази у савезној држави Доња Саксонија у округу Ротенбург (Виме). Општина се налази на надморској висини од 32 метра. Површина општине износи 21,8 km². У самом мјесту је, према процјени из 2010. године, живјело 810 становника. Просјечна густина становништва износи 37 становника/km².